# Melananthus cubensis
Melananthus cubensis är en potatisväxtart som beskrevs av Ignatz Urban. Melananthus cubensis ingår i släktet Melananthus och familjen potatisväxter. Inga underarter finns listade i Catalogue of Life.